# Art Academy of Cincinnati
L’Art Academy of Cincinnati est une école privée d'art et de design de Cincinnati, dans l'Ohio, accréditée par la National Association of Schools of Art and Design. Elle fut créée en 1869 sous le nom de McMicken School of Design. Elle devint ensuite un département de l'université de Cincinnati. Plus tard en 1887, elle prit le nom de Art Academy of Cincinnati, l'école du Cincinnati Art Museum. En 1998, l'Art Academy of Cincinnati fut légalement séparée du musée pour devenir une université indépendante d'art et design. Elle offre actuellement quatre niveaux de formation universitaire pour étudiant du premier cycle : licence en beaux-arts, licence en beaux-arts et communication, licence en beaux-arts et en histoire de l'art, et BTS de science en dessin graphique. Elle offre également une maîtrise de l'art en éducation artistique, laquelle est dispensée durant le semestre d'été.
L'Académie des beaux-arts déménagea vers son actuel bâtiment situé au 1212 de la rue Jackson dans le quartier Over-the-Rhine à l'automne 2005. Ce déménagement fut crucial pour la redynamisation et la rénovation du quartier pour en faire un district voué à l'art.
Un logement est fourni pour les élèves de première année externes à la ville dans un établissement de logement de l'académie à l'angle voisin de la 12e rue et de la rue de la Vigne. Des espaces sont également disponibles pour les élèves de première année locaux. Douze suites pour vingt-huit étudiants sont disponibles, chacune ayant une cuisine totalement équipée avec machine à laver et séchoir. Un conseiller résidant sur le site est également disponible.

## Anciens élèves de renom
- Petah Coyne (en), est une sculptrice qui crée des installations artistiques, internationalement reconnue.
- Jenny Eakin Delony (en), (aka: Jenny Delony, Jenny Meyrowitz, Jenny Eakin Delony Rice) (1866-1949) est une peintre et pédagogue américaine. Elle se spécialisa dans le portrait, mais son sujet comprenait également des miniatures, du paysage, l'étude de la faune et de la flore, des natures mortes et des scènes de genre.
- Frank Duveneck (1848-1919) était un peintre de figures et un portraitiste américain qui enseigna à l'Académie des Beaux-Arts au cours des années 1890. Plus tard il en devient son président. Il s'est particulièrement battu contre l'administration du Musée des Beaux-Arts de Cincinnati pour que les étudiants puissent étudier le nu directement à partir de modèle vivant.
- James Flora (1914-1998) illustrateur de couverture d'album particulière pour RCA Victor et Columbia Records durant les années 1940 et 1950, illustrateur commercial, artiste raffiné et auteur/illustrateur de dix-sept livres populaires pour enfants.
- Tim Flozenlogen (en) est un peintre réaliste contemporain basé à New York.
- Daniel Garber (1880-1958) était un peintre paysagiste américain membre de la colonie de l'art à New Hope en Pennsylvanie.
- Charley Harper (1922-2007) était un artiste moderniste américain basé à Cincinnati, plus connu pour ses gravures de la faune et de la flore très stylisées, ses affiches et ses illustrations de livres.
- Eli Harvey (en) (1860-1957) sculpteur et peintre animalier.
- John Augustus Knapp (1853-1938) est connu pour avoir illustré des romans de John Uri Lloyd, notamment le roman de science-fiction classique Etidorhpa, et des livres pour Manly P. Hall, notamment The Secret Teachings of All Ages, The Lost Keys of Freemasonry  et the Knapp/Hall Tarot.
- Noel Martin était un concepteur graphique de renommée nationale qui a révolutionné le style et les normes de publication pour les musées américains, et plus tard, devint professeur à l'Académie des beaux-arts de Cincinnati, ainsi qu'à l'université de Cincinnati.
- Lewis Henry Meakin (1850-1917)
- Myra Musselmann-Carr (en) (1880-?) sculpteur qui exposa à l'Armory Show en 1913.
- Frank Harmon Myers (en) (1899-1956) était un peintre américain. Son œuvre comprend différents sujets, mais il est surtout connu pour ses marines.
- Thomas Satterwhite Noble (1835-1907) était un peintre et professeur américain.
- Elizabeth Nourse (1859-1938), peintre réaliste et peintre de genre, plus tard elle s'installa à Paris. Mieux connue pour ses représentations de femmes paysannes.
- Roy Cleveland Nuse (1885-1975) était un artiste impressionniste de Pennsylvanie et un professeur estimé à l'Académie des beaux-arts de Pennsylvanie.
- Ruthe Katherine Pearlman (en) (1913-2007), artiste et éducatrice basée à Cincinnati, qui travailla à l'Art Beyond Boundaries[2] depuis son lancement en 2005, nommée la galerie Pearlman après elle.
- Louis Rebisso (en) (1837-1899), sculpteur et professeur. Parmi ses élèves à la CAA William Jacob Baer, Solon Borglum, Janet Scudder, Mary Chase Perry et Eli Harvey.
- John A. Ruthven (en) (1924-), artiste américain surtout connu pour ses peintures sur la faune et la flore.
- Paul Sawyier (1865-1917) était un artiste du Kentucky et un peintre impressionniste américain.
- Mary Given Sheerer (en) (1865-1954), céramiste et instructrice affiliée à Newcomb Pottery.
- Joseph Henry Sharp, (1873-1892), était l'un des six membres fondateurs de la Toas Society of Artists (en)
- Julian Stanczak, est un peintre abstrait internationalement reconnu, fondateur du mouvement Op Art.
- Edward Charles Volkert (1871-1935), un peintre post-impressionniste basé à Cincinnati, qui était connu pour ses peintures de bestiaux à l'huile et à l'aquarelle de la colonie artistique d'Old Lyme.
- John Ellsworth Weis (en) (1892-1962) licencié et membre du corps professoral
- Tom Wesselmann, représentant du Pop Art, auteur de la série de peintures The Great American Nude.
- Ethel Mars
- Maud Hunt Squire

## Galeries
L'université dispose de trois galeries publiques offrant une variété d'expositions d'art, la galerie Pearlman, la galerie Chidlaw et la galerie Convergys. Des expositions d'artistes émergents aussi bien que d'artistes professionnels, d'étudiants, de professeurs comme d'anciens élèves artistes.